# Pichingal
Pichingal es un pueblo ubicado en la comuna de Molina, VII Región del Maule, en la zona central de Chile.
PICHINGAL - LUGAR DE PICHI. planta de las riveras del río. Antiguamente se conocía como río "Gal", los primeros afuerinos traían sus animales a pastar, y como el lugar estaba lleno de carrizo y pichial, se denomino por la lengua coloquial PICHINGAL.
O más comúnmente "EL PICHIAL", luego comenzaron a quedarse a vivir con sus animales en la zona, y paso a inscribirse en datos municipales como "ALDEA DE PICHINGAL"
Dentro de nuestra investigación aparece una hacienda heredada por misioneros italianos, la cual llevaba por nombre  "hacienda Pichinguileu" o La Pichingal, este documento tiene como fecha de 1651.

## Geografía
Está situado a una altitud de 312 m s.n.m.. Su localización es 35°9′48.753″S 71°9′29.983″O / -35.16354250, -71.15832861, a 10'8 km de Molina.

## Otros datos
El pueblo tiene aproximadamente 4149 habitantes. Este pueblo es lugar de tradiciones huasas. La principal actividad económica del pueblo es la agricultura, en especial el cultivo de frambuesas y cerezas.